# Flor de lago
Flor de lago es una película española de drama estrenada en 1950, dirigida por Mariano Pombo y protagonizada en los papeles principales por Miriam di San Servolo, Virgílio Teixeira, Rafael Romero Marchent y Mary Lamar.
La película consiguió sendas Medallas del Círculo de Escritores Cinematográficos, que recayeron en Jesús García Leoz (mejor música) y José Fernández Aguayo (mejor fotografía).

## Sinopsis
Una mujer que trabaja en el campo ve como su abuelo le niega la herencia de su madre.

## Reparto
- Rafael Romero Marchent
- Mary Lamar
- Manuel de la Rosa
- Miriam di San Servolo
- Virgílio Teixeira
- Juan Ferrer
- José María Lado
- Profesor Mario
- Lola Moreno
- Enrique Raymat
- Manuel Requena
- Joaquín Roa
- Rosario Royo
- Jacinto San Emeterio
- Ena Sedeño
- Ángel Zapata

## Premios
Sexta edición de las Medallas del Círculo de Escritores Cinematográficos
| Categoría        | Nominación            | Resultado |
| ---------------- | --------------------- | --------- |
| Mejor fotografía | José Fernández Aguayo | Ganador   |
| Mejor música     | Jesús García Leoz     | Ganador   |